# La misteriosa dama de negre
La misteriosa dama de negre  (títol original: The Notorious Landlady) és una pel·lícula dels Estats Units de Richard Quine estrenada el 1962, amb Kim Novak, Jack Lemmon i Fred Astaire. Ha estat doblada al català.

## Argument[2]
William Gridley (Jack Lemmon), un jove diplomàtic americà és enviat a Londres. A la recerca d'un pis de lloguer a la ciutat, es postula amb l'encisadora Carlyle Hardwicke (Kim Novak) que consent a cedir-li el pis. Però el que ignora, és que és la sospitosa número 1 de l'homicidi de Milles Hardwicke, espòs d'aquesta última i del qual mai no s'ha trobat el cos. El vespre de la seva instal·lació, el convida a sopar sota els ulls sorpresos dels veïns.
L'endemà, Scotland Yard li para una trampa amb l'ajuda Franklyn Ambruster (Fred Astaire) responsable de l'ambaixada dels Estats Units a Londres. Es veu obligat a fer d'esquer a compte de la policia per tal de fer reconèixer al seu hoste on es troba el cos del senyor Hardwicke.
El jove fermament convençut de la innocència de la jove fa a poc a poc que els dubtes vagin fent via. Llibres sobre crims, una arma en un calaix de la seva tauleta de nit, l'arsènic a la cuina, una carta sospitosa, una curiosa trucada telefònica li fa creure que és el proper de la llista de la inquietant senyora de negre...

## Repartiment
- Kim Novak: Carlyle Hardwicke
- Jack Lemmon: William Gridley
- Fred Astaire: Franklyn Ambruster
- Lionel Jeffries: Inspector Oliphant
- Estelle Winwood: Mrs. Dunhill
- Maxwell Reed: Miles Hardwicke
- Philippa Bevans: Mrs. Brown
- Henry Daniell: Stranger
- Ronald Long: Coronel
- Richard Peel: Dillings
- Doris Lloyd: Lady Fallott
- Frederick Worlock (no surt als crèdits): Vell coronel

## Reconeixements
- Nominada a la comèdia americana millor escrita el 1963 als Premis del Sindicat de Guionistes dels Estats Units.[3]